# Eurázsia (1984)

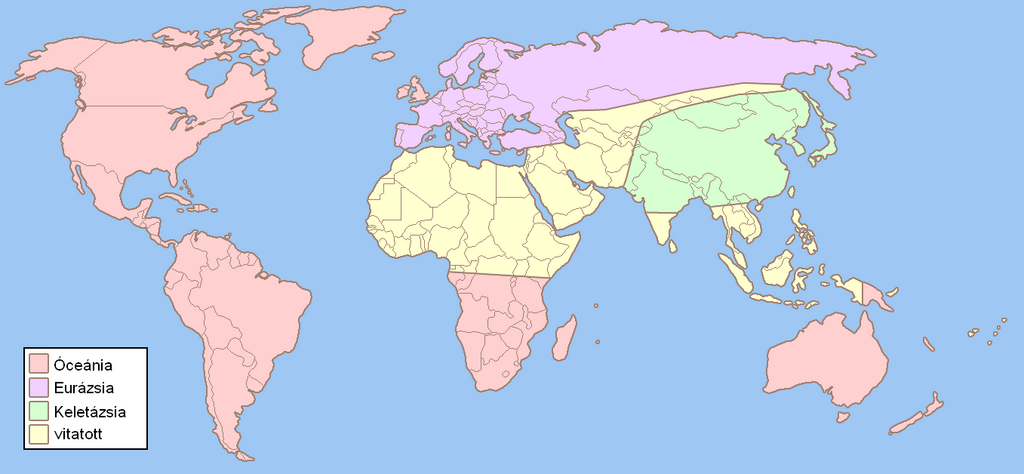
Az 1984 világtérképe. A lilával jelölt rész Eurázsia területe

Eurázsia az egyik diktatórikus állam a három közül George Orwell 1984 című regényében. Az állam határai nincsenek tisztán meghatározva, de megközelítőleg a kontinentális Európa és a mai Oroszország területét fedi le. Nagy-Britannia, Izland és Írország a második képzeletbeli ország, Óceánia fennhatósága alatt állnak, amely az Amerikai szuperkontinens, Ausztrália, Új-Zéland, Afrika déli része, illetve Madagaszkár felett is uralkodik. (A harmadik állam Keletázsia, amely Kínából és az attól délre fekvő területekből, valamint feltehetőleg Japánból áll. India határterületnek számít a könyvben.)
Eurázsia 1949-ben alakult meg, amikor a Szovjetunió meghódította Európa nagy részét, egy államot képezve Portugáliától a Bering-szorosig. Orwell gyakran megjegyzi, hogy az eurázsiaiak arca mongolra emlékeztet, nem pedig a szlávokéra. Óceánia ellen Észak-Afrikáért harcol.
Az óceániai katonákon kívül a regényben csak eurázsiaiak szerepelnek. Annál a résznél, mikor egy csapatnyi hadifoglyot a Győzelem téren kivégeznek, néhány szlávról szó esik, de az óceániai vezetés fenntartja azt a sztereotípiát, hogy az eurázsiaiak mongolok, akárcsak O'Brien szolgája, Martin. Így sokkal könnyebb az Angol Szocialista Pártnak embertelenként ábrázolni az ellenséget, mintha azok európaiak lennének, mint az óceániaiak.
Emmanuel Goldstein könyve szerint Eurázsia természetes védelme a nagy területein és az eszméjén, a neobolsevizmuson alapszik.